# Siero
Siero és un conceyu d'Astúries a la comarca d'Oviedo, on ha passat a tenir un paper important dintre de la vida socioeconòmica del Principat d'Astúries. Està envoltat de concejos i dintre del seu territori s'inclou el municipi de Noreña. Limita al nord amb Gijón, a l'est amb Villaviciosa, Sariegu, Nava, i Bimenes, al sud amb els concejos de Llangréu i Samartín del Rei Aurelio, i a l'oest amb Oviedo i Llanera. La seva extensió total és de 209,32 km², i la seva població actual és de 49.376 habitants, sent La Pola Siero, Llugones i El Berrón els seus tres principals nuclis de població.
Donat el seu caràcter centralitzat compte amb una important i extensa xarxa comunicativa, tant per via ferroviària com per carretera. Així són de destacar les autopistes A-66, que uneix Oviedo, Gijón i Avilés, i l'A-8, la nacional N-634, o la famosa carretera carbonera, estant en fase de terminació l'autovia minera, que enllaça les conques amb Gijón i que també travessarà el municipi sierense. De la seva xarxa ferroviària cal dir que Siero compta al seu territori amb les dues línies que operen en el nord del país, és a dir la FEVE i la RENFE.

## Geografia
Des del punt de vista geològic la major part del sòl de Siero és cretaci amb gresos, pugingues i margues, encara que també hi ha terreny al·luvial en les proximitats dels rius Nora i Noreña i terrè carbonífer en la zona suroriental. Topogràficament parlant el concejo de Siero està emmarcat en la suau depressió prelitoral asturiana, flanquejat per suaus muntanyes amb major elevació en la seva part més oriental, quedant enquadrada la part centreccidental en una enorme plana que va des de les proximitats de la capital fins a Oviedo i Llanera. Aquesta plana rep el nom de "llanera de Siero". Les elevacions septentrionals comencen en el límit de Peñaferrul, continuen per les Serres de Rodis, Creus, el bec de San Martín i acaba en la penya de Huergo. En la vora oriental es troba el Pico Fariu, en aquell temps màxima altitud del concejo amb 734 metres, i també tenim els cordales de Nava i Bimenes. Un poc més a l'interior trobem la Peña Careses de 520 metres. En la part limítrofa meridional tenim la serra de Paranza, i les llomes de San Justo, Molledo i Arenas. Finalment parlarem d'un pic molt singular que està situat al nord-est i que és el pic dels Cuatro Jueces, que serveix de límit dels concejos de Villaviciosa, Gijón, Sariegu i Siero, i rep el seu nom, ja que allí es reunien quatre jutges de cadascun dels concejos per a debatre problemes comuns.
Els seus accidents fluvials més importants són el riu Nora i el riu Noreña. El Nora procedeix de la font de Valvidares en el concejo de Sariegu, travessa el concejo per la zona central en direcció Est-Oest, sortint del concejo a la recerca del Nalón. El Noreña neix en les estribaciones de les llomes de La Collá, travessa el concejo i flueixen les seves aigües al Nora a Llugones.
Quant al clima del concejo de Siero, és dels més temperats d'Astúries i es troba englobat dintre del clima temperat-oceànic, no obstant això presenta uns trets diferenciadors que li concedeixen cert caràcter de continentalitat, a conseqüència de la distància al mar i de l'existència de barreres orogràfiques. De la seva vegetació cal comentar que en el concejo de Siero els prats naturals ocupen la major part del sòl municipal, estant la superfície forestal poblada de pins, eucaliptus de repoblació, castanys i fagedes.

## Capital
La Pola Siero és la capital del concejo que va sorgir de la otorgación per part del monarca Alfons X de Castella de la «carta de poblament» al territori de Siero, sent el nucli on van formar els habitatges al voltant de l'antiga alberguería de San Pedro. Avui dia és la segona localitat del concejo amb més habitants darrere de Llugones, sent centre administratiu i comercial incrementant els serveis.

## Evolució demogràfica
Siero és sens dubte un dels concejos amb major explosió demogràfica durant el passat segle xx. Així des que a principis de segle el concejo tingués 22.503 habitants, l'augment de població ha estat una constant fins a arribar a 48.368 en l'actualitat. Aquest creixement segueix diverses etapes que a continuació detallem. Des de començaments de segle fins als anys trenta el creixement és de 8.114 habitants afectant a tots els pobles del municipi, sent els relacionats amb la mineria els quals més creixen a causa d'un augment de la demanda de carbó originada per la Primera Guerra Mundial.
Durant l'època de la Guerra Civil Espanyola es produeix un petit estancament, pal·liant les pèrdues en les zones industrials l'augment de 400 persones en La Pola Siero. De 1940 a 1970 l'increment de 4.965 habitants correspon de nou a la zona minera, la industrial i a la capital del Concejo, amb un important descens en l'agrícola. De 1970 a 1980 el creixement és de 4.453 persones, encara que es registren pèrdues de 1.250 en mineria i 834 en agricultura. De l'any 1980 al 1995 segueix la línia creixent amb un augment de 5.960 persones i un ritme semblant a l'etapa anterior, és a dir, disminució en agricultura i mineria, i augment en indústria i serveis.
El major creixement de població ho han experimentat les localitats de La Pola Siero que arriba als 10.504 habitants i Llugones que amb els 10.953 se situa com nucli més poblat del concejo. El Berrón amb 2.820 habitants és el tercer nucli més nombrós del concejo, destacant també el cas de Viella que incrementa el nombre dels seus habitants per la urbanització residencial de la Fresneda. Respecte a la seva activitat econòmica cal dir que aquesta s'articula sobretot en relació amb els sectors secundari i terciari, sent aquest últim el qual major nombre d'ocupacions genera amb un total del 55,37%.
El sector primari ocupa, en l'actualitat un paper subsidiari en l'economia del concejo representant a un 5,43% de les ocupacions, predominant la seva activitat en els llogarets situats al nord del Municipi com Samartindianes, Argüeyes o Samartino. El bestiar més present en Siero és el boví tenint en l'any 1996, 19.263 caps especialitzant-se la majoria en el sector lacti a causa del paper ocupat per les importants fàbriques de productes lactis que hi ha en l'interior del concejo, les quals han actuat d'una forma clara en la transformació de la cabanya ramadera de producció lletera. Cal destacar la importància del mercat de bestiars que se celebra en Pola i que ho converteix en uns dels més importants del nord d'Espanya.
El sector secundari representa al 39,20% de la població activa, sent un sector important dintre de l'economia local. La branca de la construcció és la qual més ha augmentat en aquests últims anys emprant en l'actualitat a un 7% del total. No ens podem oblidar de la importància també de les ocupacions produïdes per les indústries de productes agroalimentaris i que es van situar als voltants de Granda, Meres, Cualloto, etc. Important també per a la vida econòmica del concejo va ser la indústria minera, radicada en la zona suroriental del concejo, i de la qual avui només s'exploten els pous de Mosquitera a Santiago de Areñes, el de Pumarabule en Santa Marta de Carbayín, i el de mines de Lieres a Lieres, encara que també es tem per la seva vida laboral.
El sector terciari dels serveis és el qual major nombre d'ocupacions genera, com ja vam comentar anteriorment. La capital sempre va tenir una funció administrativa i de serveis i avui dia aquesta condició s'ha vist afavorida tant pel creixement econòmic de les parròquies circumdants en el procés d'industrialització, com pel fet d'anar convertint-se en zona residencial i la proximitat a Oviedo. L'altre nucli poblacional en importància en relació amb els serveis és Llugones, que havia estat petit nucli rural fins a finals del segle xix i que s'ha anat convertint en una ciutat residencial i de serveis. Aquest creixement del sector serveis es deu a l'increment de la producció industrial amb la creació i desenvolupament d'una sèrie de polígons industrials, i també a una sèrie de grans superfícies comercials que desborden els límits de Llugones, tant per la seva ubicació com pel fet de qui dirigeix la seva oferta, com són Carrefour i Leroy Merlín. Más recentment l'obertura d'altra gran superfície, Parque Principado, ajuda per a la catalogació del concejo com de gran dependència del sector terciari.

## Parròquies[1]
| - Aramil - Argüeyes - Carbayín - Ceis - Collao | - El Cuto - Feleches - Granda - Hevia - La Carrera | - La Collá - La Paranza - La Pola Siero - Lieres - Llimanes | - Llugones - Marcenao - Muñó - Samartindianes - Samartino | - Samiguel - Santa Marina - Santa Marta Carbayín - Santolaya de Vixil - Tiñana | - Trespando - Valbona - Valdesoto - Viella |

## Història
El territori que actualment ocupa Siero, va estar habitat des d'època paleolítica, com ho testifiquen diversos jaciments prehistòrics trobats en ell. Apareix un grup de quatre túmuls en l'Alt de la Mayá (Espinera) i altre grup de tres en el "Cantu Negru" (Bobes). Altres jaciments oposats són: el conjunt lític de Meres en Tiñana, el Jaciment de "Regueru del Campón" en Argüelles, el jaciment de Parets en Llugones, i el conjunt lític de Vallín en Llimanes. De l'època compresa entre l'edat del bronze i l'edat de ferro són els castros descoberts al concejo destacant el trobat en el Pico Castiello de La Collá que pertany avui al museu arqueològic d'Astúries. Altres castros del concejo són els de La Canterona en Tiñana, el Cuitu en Valdesoto, i la Torre i Monte Les Muries en Llugones.
La colonització romana deixa diferents mostres en el municipi, com els ponts de Cualloto, Bergueres, Llugones, i la Pola, el qual passava pel riu Seco i que va quedar totalment destruït en el segle xix. La primera referència documental de Siero apareix en l'edat mitjana, aproximadament en l'any 905, en el qual el monarca Alfons III d'Astúries, dona a la basílica ovetense l'Església de Santa María, així com la de San Martín de Siero. El 967 es dona l'església de San Félix de Hevia. Durant l'edat mitjana, i en ser travessat el concejo per la ruta coneguda com a Camí de la Costa, apareixen en el concejo diversos hospitals i albergs per a les persones que feien la peregrinació, fundant-se en l'any 1141 un hospital en el lloc conegut com a Riu Secu. Altres centres hospitalaris del concejo són La Malatería de Marcenao en 1274 i la de La Paranza.
El segle xiii va a ser un segle molt decisiu en la història del concejo, gràcies a la implantació d'una política repobladora encaminada a la concentració de la població rural, molt dispersa fins llavors. Així en 1270 el rei Alfons X el Savi, concedeix la carta de poblament «als homes de la terra de Siero» fixant els límits territorials, així com les quantitats de diners a pagar al merino i al representant real, quantitats que no són satisfetes de manera immediata per les gents del concejo i que fa que el fill del monarca Alfonso X, Sanç IV cedeixi el territori a Oviedo en 1287, no tornant a ésser dels seus habitants fins que Rodrigo Álvarez de Les Astúries aconsegueix el senyoriu de Siero de mans de la reina regente María de Molina en 1310 i permet al poble la constitució del concejo. L'establiment del nucli urbà en Siero es va establir en la Alberguería de San Pedro. Amb la donació de la carta de poblament es donen al concejo part dels territoris de Sariegu, Noreña, Gijón, Villaviciosa, Llangréu, Nava i Bimenes.
El monarca Enric II concedeix a les gents de Siero un privilegi amb importants llibertats en agraïment a la seva ajuda en les lluites contra Pere I. En 1504 es constituïx formalment l'ajuntament de Siero. En 1827 s'incorporen al concejo de Siero els Vedats i Jurisdiccions de Noreña que més tard es va disgregar i formo municipi independent, Marcenao amb ajuntament en 1744, del vedat del qual van ser amos els Marquesos de Santa Cruz de Marcenao. També La Paranza i Arenas. A més en el territori de Siero s'incloïen els vedats de Mieres de Llimanes, de Valdesoto i el de Tiraña. A principis del segle xix el concejo de Siero suporta la invasió francesa. Al maig de 1808 Siero intervé en el triomf de la causa d'Astúries contra les tropes franceses, ja que en Siero existien unes tropes dirigides per l'Alferes Major Ramón García Bernardo. Siero és envaïda pels francesos al maig de 1809 per les tropes del general François Étienne Kellermann. Una segona invasió francesa té lloc el gener de 1810 al comandament del general Bonet, ocupant novament la capital del concejo en 1811, fins a juny de 1812 data en la qual van abandonar Astúries.
Durant el segle XX es produïx un moviment migratori a Amèrica a la recerca de millores econòmiques, causes que van aconseguir i que van ajudar a l'enlairament industrial del concejo. En la dècada dels 30 té lloc la contesa civil espanyola sumint-se la població en una depressió de la qual s'aniria recuperant a poc a poc fins a fer de Siero un dels concejos més importants d'Astúries.

## Persones il·lustres
- Alberto Hevia, pilot de ral·lis, campió d'Espanya en 2004
- Javi Fuego, futbolista del Valencia CF
- Javi Venta, futbolista del Vila-real CF